# Gallia (Strasbourg)
Pour l’article homonyme, voir Gallia.
La Gallia (Germania à sa construction) est le nom d'un bâtiment historique à Strasbourg, situé sur les rives de l'Ill et construit en 1885 dans le quartier de la Neustadt.
Il abrite le plus ancien restaurant universitaire laïque de France ainsi que le centre régional des œuvres universitaires et scolaires (CROUS) de Strasbourg et le siège de l’Association fédérative générale des étudiants de Strasbourg (AFGES). L'édifice a donné son nom à l'arrêt de tramway situé à proximité.

## Historique

### Construction
Le bâtiment fait partie de ceux construits par l'Empire allemand après l'annexion de l'Alsace-Lorraine à l'issue de la guerre franco-allemande de 1870. Son style architectural de type germanique a été spécifiquement utilisé à Strasbourg à cette époque et évoque la Renaissance allemande. Construit en 1885, le lieu a été baptisé Germania pour une compagnie d'assurances du même nom située à Hambourg, et en référence au nom latin de « Germanie » désignant l'Allemagne durant l'Antiquité.

### Après le retour de l'Alsace-Lorraine à la France
En 1918, quand Strasbourg est redevenue française, l'immeuble a été renommé Gallia, nom latin de la « Gaule ». Créée en 1923, l'association fédérative générale des étudiants de Strasbourg (AFGES) rachète en 1927, avec l’appui du gouvernement Poincaré, le fonds de la Taverne de l'Université, un ancien restaurant traditionnel. Celui-ci devient ainsi le premier et le plus ancien restaurant universitaire laïque de France. Il continue d'être géré par l'AFGES jusqu'à la rentrée universitaire de 2015. À cette date le CROUS en récupère la gestion. Les causes de ce changement ne sont pas clairement définies, bien qu'elle pourrait être liée à une mauvaise gestion financière,.

### Durant la Seconde Guerre mondiale
Au début de la Seconde Guerre mondiale, l'université de Strasbourg est repliée dans le Puy-de-Dôme face à la menace d'invasion de la France par l'Allemagne nazie. Les activités de la Gallia sont ainsi transférées à Clermont-Ferrand, dans un immeuble situé 14 rue de Rabanesse et loué par le comité des œuvres de guerre de l'université. Le lieu est placé sous la direction de l'ancien directeur de la Gallia de Strasbourg, Monsieur Durepaire. Une soixantaine d'étudiants y logent. Le foyer universitaire devient un point de ralliement pour les étudiants strasbourgeois en exil.

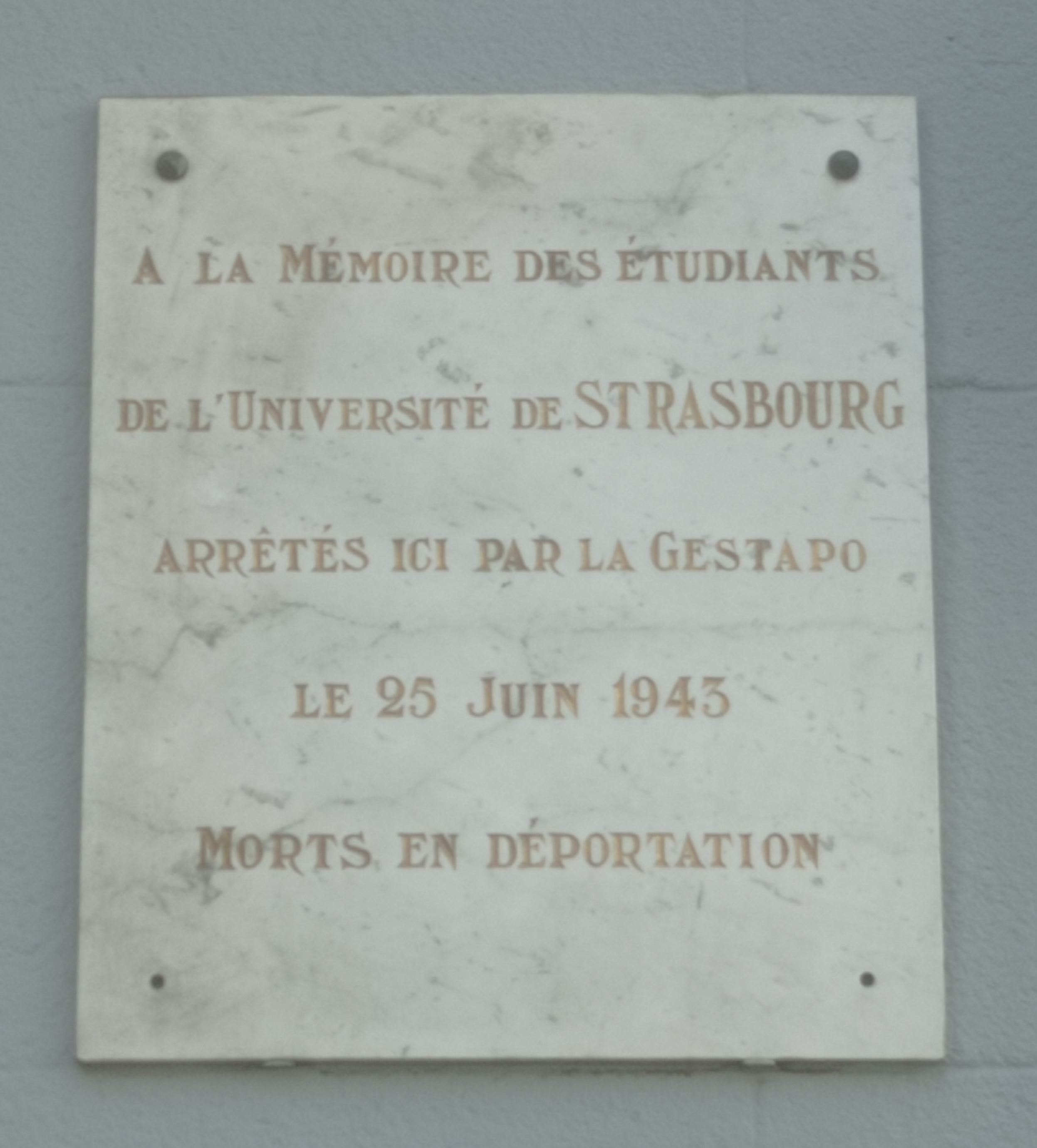
Plaque à Clermont-Ferrand en mémoire des étudiants du foyer Gallia.

Après l'armistice du 22 juin 1940, la zone nord de la France est occupée par l'armée allemande. L'occupation s'étend à la zone libre à partir de 11 novembre 1942. À Clermont-Ferrand, trois attentats sont perpétrés contre les occupants, notamment l'assassinat de deux membres de la Gestapo dans la maison d'un résistant, le professeur Jean-Michel Flandin, le 24 juin 1943. Ces actions de la Résistance servent de prétexte aux forces d'occupation pour organiser une première rafle contre les étudiants strasbourgeois à la Gallia.
Dans la nuit du 24 au 25 juin, vers 1 h 45 du matin, soixante soldats de la Wehrmacht, accompagnés de policiers allemands en civil, investissent la Gallia et réunissent les 37 étudiants présents. Ces derniers sont transférés au 92e régiment d'infanterie où se situe la prison de la Gestapo locale. Deux autres étudiants, dont le mathématicien Jacques Feldbau, les y rejoindront le lendemain matin à 8 h, arrêtés alors qu'ils se rendaient à la Gallia. Au total, sont arrêtés 8 étudiants en droit, 7 étudiants en lettres, 8 étudiants en médecine, 5 étudiants en pharmacie et 10 étudiants en sciences[réf. nécessaire].
L'après-midi du 25 juin, les Juifs et les non-Juifs sont séparés. Tout le monde est ensuite envoyé à la prison de Moulins. Les Juifs sont ensuite envoyés au camp de Drancy, et les autres au camp de Compiègne. Enfin, ils sont envoyés dans les camps de concentration de Buchenwald et Auschwitz, dans lesquels dix d'entre eux mourront, dont Jacques Feldbau et trois autres étudiants de la faculté des Sciences.